# Crafton (Pensilvania)
Crafton es un borough ubicado en el condado de Allegheny en el estado estadounidense de Pensilvania. En el año 2000 tenía una población de 6706 habitantes y una densidad poblacional de 2291.3 personas por km².

## Geografía
Crafton se encuentra ubicado en las coordenadas 40°26′1.93″N 80°4′5.33″O / 40.4338694, -80.0681472.

## Demografía
Según la Oficina del Censo en 2000 los ingresos medios por hogar en la localidad eran de $38 323 y los ingresos medios por familia eran $52 386. Los hombres tenían unos ingresos medios de $38 292 frente a los $24 497 para las mujeres. La renta per cápita para la localidad era de $21 441. Alrededor del 6.9% de la población estaba por debajo del umbral de pobreza.